# Птах Рух
Рух (араб. رخ) — в арабському фольклорі величезний міфологічний птах.
Рух настільки сильний, що може нести слона (свою улюблену їжу), і настільки величезний, що якби розправив крила, то б повністю закрив сонце. Цей птах описується у «Тисяча і одній ночі», зокрема у другій подорожі Сіндбада-мореплавця.
Сіндбад, потрапивши у пастку на ненаселеному острові, прив'язав себе до ноги Руха і у такий спосіб врятувався від небезпеки. Побачивши гігантське яйце птаха Руха, Сіндбад помилково зплутав його з великою білою опуклою будівлею. Птах Рух змальовується мстивим птахом: він закидує камінням корабель моряків, що вбили його пташеня.
Венеційський купець Марко Поло також згадував про птаха Рух, але твердив, що цей птах живе на Мадагаскарі. Він також заявляв, що мадагаскарські посланці  піднесли якомусь китайському хану перо птаха Рух. Цілком ймовірно, що і птах Рух, і птах, описаний Марко Поло, насправді був величезним птахом Aepyornis maximus (з родини Епіорнісові), що був схожим на страуса, не вмів літати та жив на Мадагаскарі аж до XVIII століття.

## Галерея

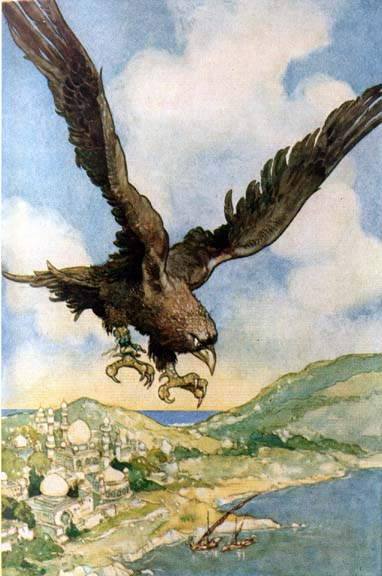
Ілюстрація Рене Булла
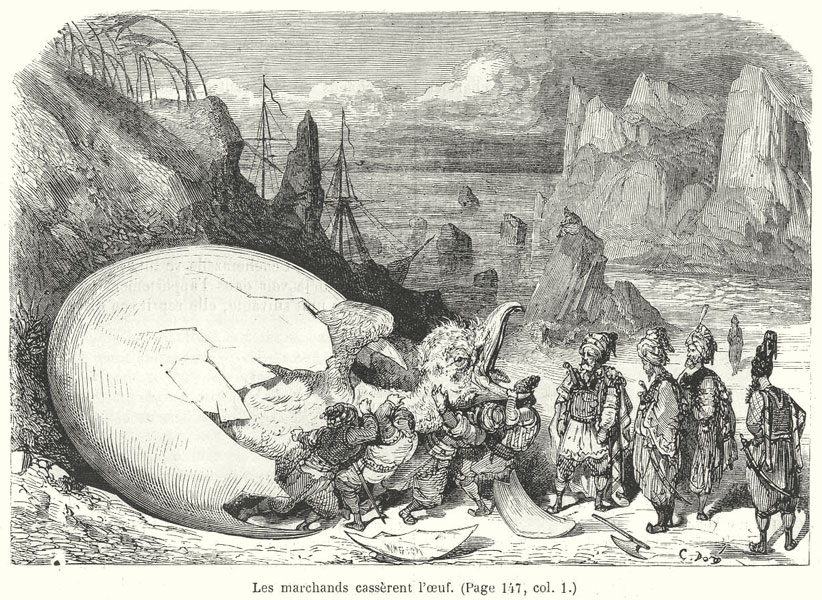
Купці, що розбивають яйце птаха Рух («Le Magasin pitoresque», Париж, 1865)
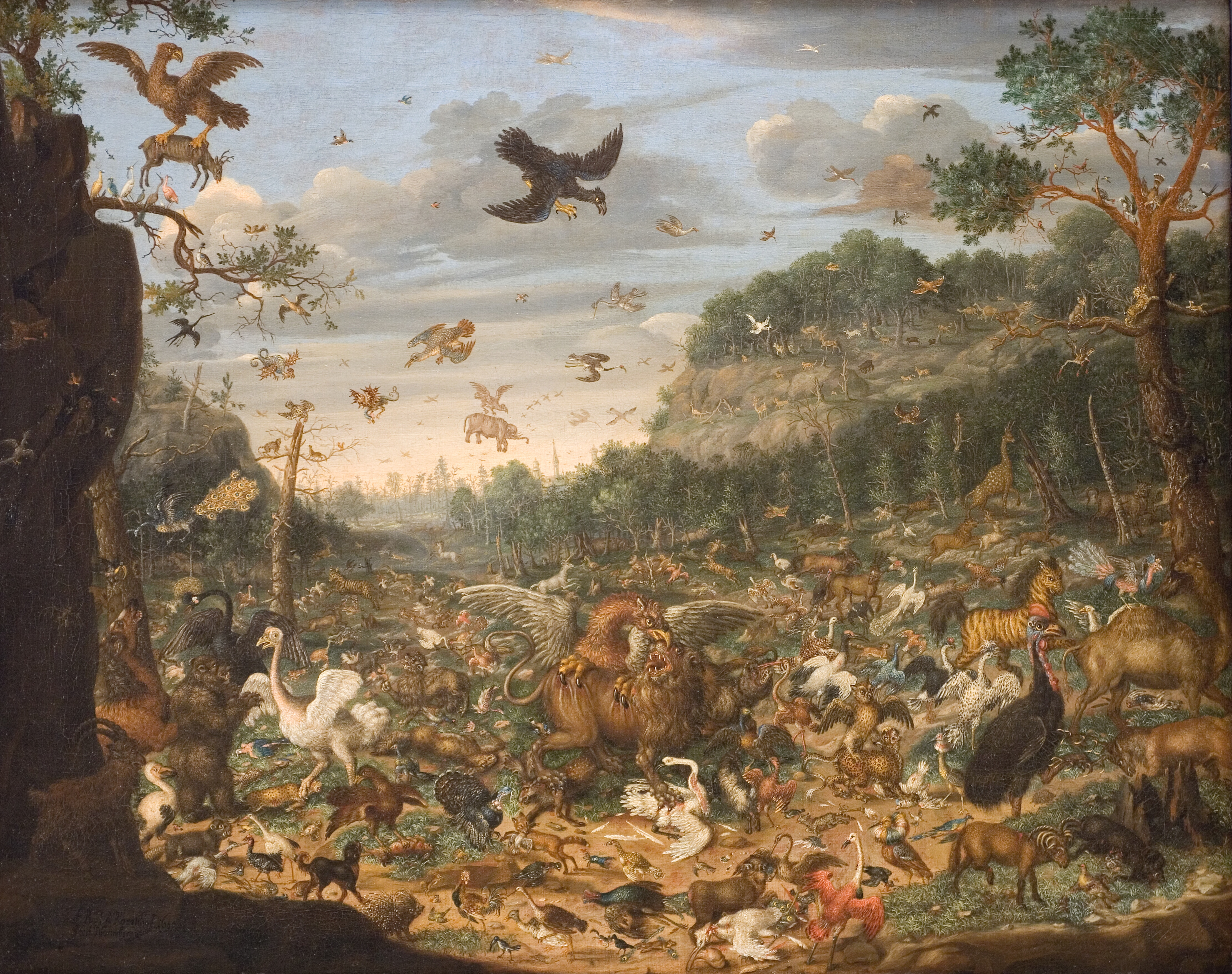
Картина Франца Рюзеля, де зображено двох птахів Рух (1690)
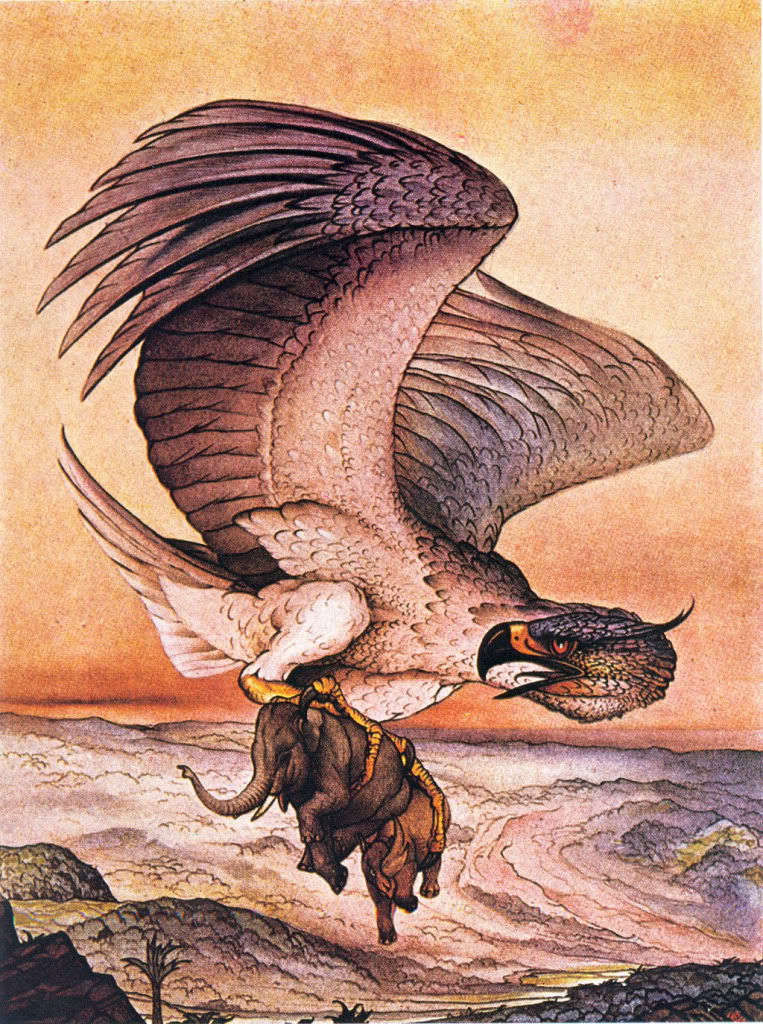
Ілюстрація Едварда Детмольда